# قومية هوي الصينية

تشير القومية الهُوَيِّة إلى الهوية المشتركة بين المجتمعات المتنوعة من المسلمين الناطقين بالصينية (وهم عادة أعضاء في المجموعة العرقية الثقافية الهوي . ينبغي التمييز بين القومية الهويّة وهي صينية العرق والمشاعر القومية لدى الأقليات المسلمة التركية مثل الإيغور . وتستند هذه المشاعر إلى حرص الهُوَي على الحفاظ على هويتهم وحمايتها بحماس باعتبارهم جيوبًا متحصنة في مجتمع الهان الصيني المهيمن غير المسلم. وفي مقابل الدعم الذي حصلوا عليه أثناء الثورة الثقافية، مُنح الهُوَي مشاركة سياسية عالية. كانت القومية الهوية أحد المصادر الأولى للقومية الصينية الحديثة، متأثرة بالتأثيرات الغربية واليابانية والسوفييتية.

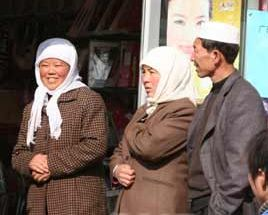
المسلمون الهوي في الصين

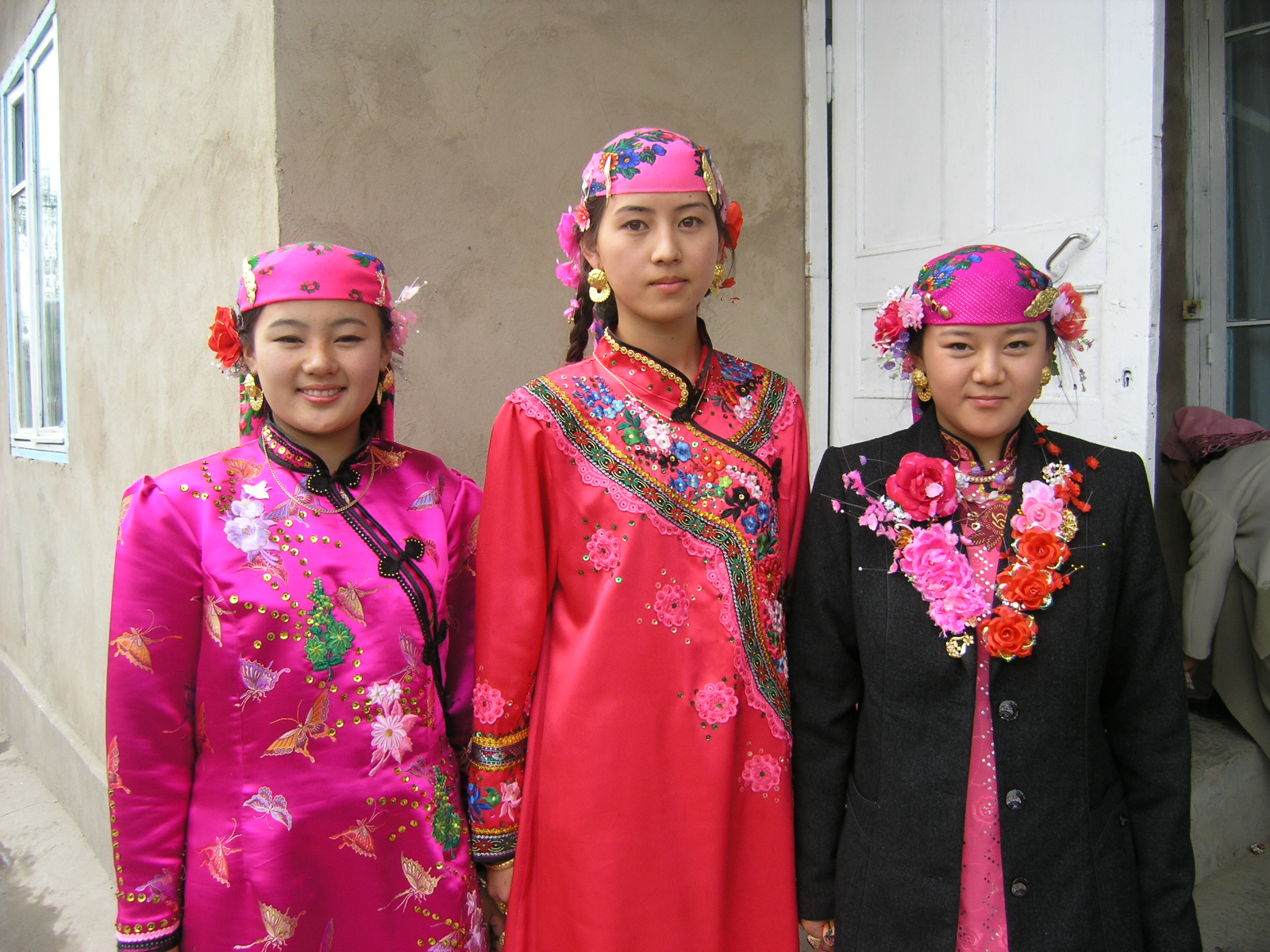
فتيات الدونغان في سرتوب، كازاخستان

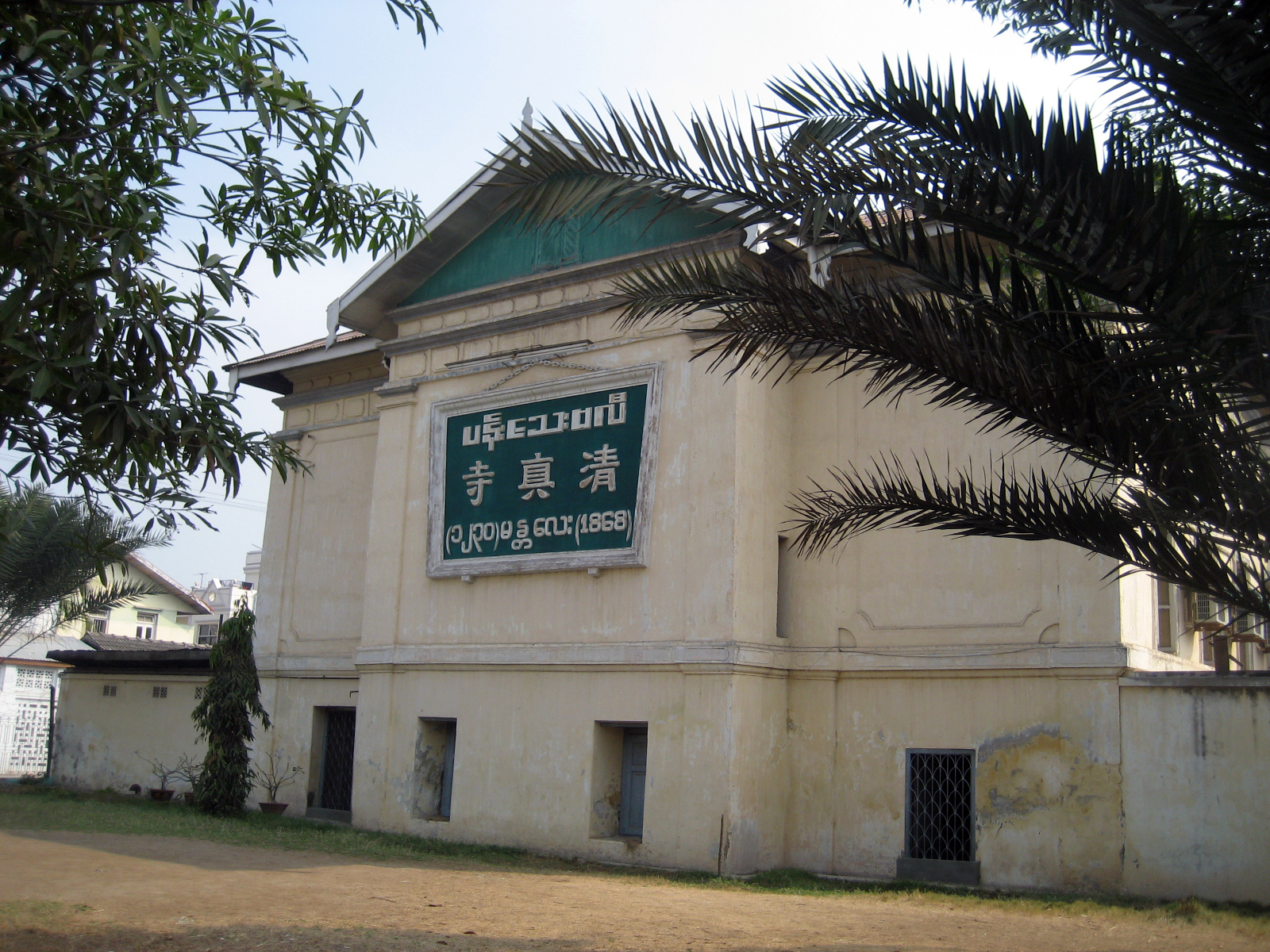
مسجد بانثاي في ماندالاي ، ميانمار

بعض المجموعات المسلمة الصينية المتنوعة التي تندرج تحت الهوي هي الهوي ، والدونغان ، والبانثاي . ولأن الإيغور ليسوا من أصل صيني، بل من أصل تركي، فإنهم غير مشمولين.

## التاريخ
لقد واجه الهوي، على مر التاريخ، صعوبات كبيرة في الحفاظ على الهوية القومية الشاملة. ويتضمن ذلك الحفاظ على الحدود الإقليمية لمجموعتهم، مع محاولة الاندماج في المجتمع الأكبر. وقد شكل هذا تحديات كبيرة لبقاء الهوي، مما أدى إلى ظهور الحاجة إلى القومية الهويية الشاملة.[بحاجة لمصدر] ومع ذلك، فقد استوعب بعض المسلمين هويتهم الهويّة في الهان التقليديين  كرد فعل على هذا التحدي. وقد أدى هذا التكامل القسري إلى نشوء تمردات بقيادة المسلمين (والتي تم قمعها فيما بعد)، إلى جانب الاغتراب الكامل للهوية الهُوَية.

### سلالة تانغ
وصل المسلمون إلى الصين في أواخر القرن السابع كتجار. وباعتبارها هوية ناشئة ووليدة في الصين، كان نشر الإسلام وتطبيق الشريعة الإسلامية، وبالتالي القومية الهويية، من الأولويات المنخفضة. وبدلاً من ذلك، كان نمط حياة المستوطنين الأوائل قائمًا على العلمانية والتجنيس والاستيعاب. ظل هذا التعريف للهوي باعتبارهم "تجارًا أجانب" سائدًا حتى سقوط أسرة سونغ وتأسيس أسرة يون. وظلت الدولة مسؤولة عن إدارة عملية تجنيس السكان الجدد في المجتمع.

### سلالة يوان
أدى سقوط أسرة سونغ إلى انتهاء مستوطنات الفانفانج (蕃坊) للمسلمين، وتم نقل المسلمين من جيوب المدن التجارية إلى مجتمعات متفرقة في جميع أنحاء الصين. على الرغم من أن مستوطنات الفان فانج عززت هوية الهوي، إلا أنها لم تكن تتمتع باستقلالية حقيقية.

### سلالة مينغ
كان سقوط أسرة يوان والتفكك اللاحق لنظام الطبقات العنصرية المنغولية،  مصحوبًا ببرنامج صيني (تكامل ثقافي) برعاية الدولة. بلغ هذا ذروته مع فرض الدولة احتكارًا على التجارة أثناء الضائقة الزراعية ‏ ، مما أدى إلى تمرد بعض الهوي جسديًا ضد القوات الحكومية في أواخر فترة مينغ وأوائل فترة تشينغ. كان هذا أحد المظاهر الجسدية الأولى للقومية الهويية الشاملة.

### سلالة تشينغ
تميزت أسرة تشينغ بالعنف الجماعي والخطاب السياسي والاجتماعي والأدبي المناهض للهوي، والمعروف باسم رهاب الهوي.
تم إدخال القومية إلى السياسة الصينية كنظام للدفاع والتجديد ردًا على الإمبريالية الغربية الناشئة وإضعاف أسرة تشينغ. ومع ذلك، ارتفعت التوترات بين حقوق المجموعة والحاجة إلى الوحدة الوطنية. كان هؤلاء الثوريون في أواخر عهد أسرة تشينغ بقيادة صن يات صن يطمحون إلى إقامة دولة صينية تعتمد على نموذج مينزو واحد، حيث يهيمن على المينزو الهان. ردًا على ذلك، كان كتاب "الصحوة الإسلامية"، الذي كتبه طلاب صينيون ونُشر عام 1908، محاولة أدبية مبكرة للقومية الشاملة؛ وتشكيل هوية جماعية ورفض تشكيل مينزو الفردي.
لقد كانت هزيمة الصين في حرب الأفيون الأولى والحرب الصينية اليابانية الأولى بمثابة حافز رئيس لتأجيج القومية الصينية.
خلال هذا الوقت، طور المنظر ليانغ شي شانغ [الإنجليزية] مصطلحين صينيين لوصف هذه الموضوعات الناشئة عن القومية؛ مينزوزويي، القومية الكبيرة أو القومية الخاصة بالدولة، وشياو مينزوزويي، القومية الصغيرة أو العرقية. شجعت النزعة القومية الكبيرة الهوي على اعتبار مناصبهم مواطنين صينيين؛ وهو ما له الأولوية على هوياتهم العرقية. ولكن قوميتهم "الصغيرة" تمنحهم، على العكس من ذلك، قدراً محدوداً من الحرية في تحديد هويتهم باعتبارهم مختلفين عرقياً عن الأغلبية الهانية.

#### ثورة دونغان
كانت ثورة دونغان التي قادها الهوي في ستينيات وسبعينيات القرن التاسع عشر بمثابة "حمام دم". "  قاد هذه الثورة ما هوالونغ ، وقطعت دولة تشينغ عن شمال غرب الصين.

#### تمرد بانثاي
ثورة بانثاي كانت ثورة هوي ضد حكام المانشو من أسرة تشينغ في مقاطعة يوننان الجنوبية الغربية.
بعد فشل العديد من التمردات، فر العديد من الهوي إلى قرغيزستان وكازاخستان ، في آسيا الوسطى السوفييتية .

### جمهورية الصين
أدى تأسيس جمهورية الصين عام 1912 إلى تعزيز فكرة الوحدة القومية بين جميع المجموعات العرقية في الصين. ودعا الرئيس صن يات صن إلى "توحيد الصين" وأكد على المساواة بين المجموعات العرقية. وقد أدى هذا إلى إنشاء "الأعراق الخمسة تحت اتحاد واحد" أو القوميات الخمس الرسمية، والتي ضمت الهوي إلى جانب مجموعات عرقية أخرى. وقد شمل هذا في البداية جميع المسلمين الصينيين والأقلية العرقية الهوي (الأتراك) في مقاطعة شينجيانغ. ذكرت هذه الوثيقة أن الصين تتكون من مجموعات مختلفة ولكنها متساوية سياسياً. كان هذا الاعتراف الحكومي بالهوي بمثابة نجاح لجهود القومية الهويية. ومع ذلك، ورغم اعتراف صن بالقوميات الصينية الخمس، إلا أن هدفه النهائي كان استيعابها:
«ويقول المراقبون الأجانب إن الصينيين عبارة عن طبقة من الرمال السائبة. لماذا هذا؟ لأن الشعب ككل يهتم بمبادئ العائلة والعشيرة وليس بمبادئ الدولة والأمة. بالنسبة للصينيين، فإن القوة الموحدة للعائلة والعشيرة عظيمة بالفعل، وكان الكثيرون على استعداد للتضحية بأسرهم وحياتهم للدفاع عن العشيرة. ولكن لم تكن هناك قط حالة من التضحية الكبرى من أجل الوطن. وبالتالي فإن القوة الموحدة للصينيين لا تمتد إلا إلى العشيرة، وليس إلى الدولة القومية. "»
ومن خلال إشراك السكان، اعتقد القوميون أنهم قادرون على منع التفكك الكامل للدولة الصينية.
داخل الحكومة الوطنية، كان حزب تشيانج كاي شيك القومي شديد الرفض للقوميات الصينية الأخرى؛ بحجة أن مجموعات مثل الهوي كانت مجرد صنف فرعي من نفس المينزو. الشيوعيون، الذين أسسوا فيما بعد جمهورية الصين الشعبية ، سوف ينظرون إلى الهوي في وقت لاحق على أنهم قومية متميزة وليسوا قسمًا دينيًا.

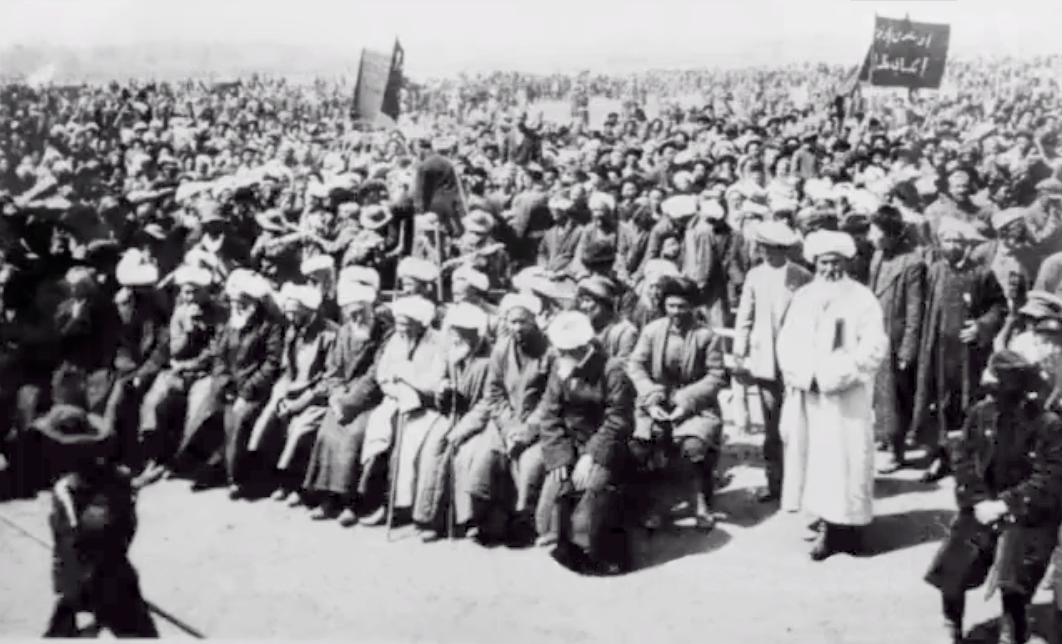
تأسيس جمهورية تركستان الشرقية الأولى عام 1933

ومع ذلك، بعد الانتصارات المتتالية في الحرب الصينية اليابانية الأولى والحرب الروسية اليابانية ، خططت اليابان لحرب نفسية لتعبئة شعب هويجياو (دين هوي)، والتي استمرت حتى نهاية الحرب العالمية الثانية . استغل اليابانيون المثل القومية الشاملة للهوي لفرض أجندتهم على شعب الهوي. وقد ساعد هذا التعبئة من جانب اليابانيين في تعزيز المواقف المتدهورة من القومية، حيث كان العديد من الهوي راضين عن اعتراف الدولة بالهوي ضمن "القوميات الرسمية الخمس".
بحلول عشرينيات القرن العشرين في الصين، أصبحت جهود الدعاية مثل تأسيس مجلة Huiguang 回光 (نور الإسلام) داخل جمعية النور (الرابطة الإسلامية الدولية) شائعة. وفي مقال بعنوان "الوضع السياسي للصين والمسلمين" (1925)، دعا المؤلف تيجيرو ساكوما المسلمين في الصين إلى النضال من أجل الاستقلال. يرى ساكوما أن الهوي كانوا بمثابة "زو" ("عرق" أو "جنسية") معترف بها من قبل الدولة، وكان ينبغي أن يكونوا قادرين على المطالبة بالحقوق السياسية واللجوء إلى الإجراءات السياسية عندما يكون ذلك ضروريًا. وفقًا لساكوما، تم بناء هويزو ("جنسية هوي") على أساس ديني وكانت هذه القومية المستقلة للهويزو متوافقة مع مُثُل الإسلاموية.
في عام 1933، تأسست الدولة الانفصالية، جمهورية تركستان الشرقية الأولى، على يد القومية الأويغورية في مقاطعة شينجيانغ الغربية. في عام 1934، تحالفت حكومة الكومينتانغ، الحزب الوطني الصيني بقيادة تشيانج كاي شيك، مع أمير الحرب هوي ما تشونغ ينغ للإطاحة بالدولة الانفصالية. إن تعاون الهوي مع حكومة الهان في الدفاع عن سلامة أراضي الأمة الصينية يظهر كيف نجح الهوي في تعزيز هويتهم العرقية "الهوي"، بينما عملوا مع الهان في الدفاع عن هويتهم الوطنية الصينية المشتركة.
وقد قامت جمعية الأبحاث حول المسألة الوطنية في مكتب الشمال الغربي للجنة المركزية للحزب الشيوعي الصيني بتحرير وثيقة شاملة تبحث في أقلية هوي، ونشرت هذه الوثيقة في عام 1941. وانتقدت بشدة الرواية اليابانية التي روجت لـ "حق تقرير المصير للهوي" من أجل إقامة دولة قومية للهوي من خلال الانفصال. كما اعترف الحزب الشيوعي الصيني بأن شعب هوي كان مضطهدًا من قبل الإمبريالية الدولية ممثلة في الغزو الياباني و"القمع الوطني" المحلي الذي مارسه الهان.

## جمهورية الصين الشعبية
تمت صياغة سياسة الجنسية لجمهورية الصين الشعبية في ثلاثينيات القرن العشرين. كان هذا من أجل حشد الدعم ضد سياسة القومية التي تبناها تشيانج كاي شيك والتي قللت من أهمية الاختلافات العرقية لصالح وحدة جميع الشعوب كأعضاء في العرق الصيني. وقد تجسد هذا الأمر خلال المسيرة الطويلة ، عندما واجه الزعماء الشيوعيون خطر الإبادة ما لم يتم منح الأقليات المساعدات التي وعدوا بها. كإظهار للنوايا الحسنة، تم إنشاء أول مقاطعة ذاتية الحكم لقومية هوي في ثلاثينيات القرن العشرين في تونغشين ، جنوب نينغشيا . أصدر ماو تسي تونج نداءات إلى هوي في الشمال الغربي لدعم قضية الشيوعيين، وكان أحد شعارات فيلق الجيش الخامس عشر الشيوعي: "بناء جيشنا الأحمر الإسلامي المناهض لليابان". كشفت وثائق الحزب اللاحقة أن الرئيس ماو وعد بتقرير المصير للأقليات حتى عام 1937. ورغم أن لهم الحق في الانفصال، فقد تم سحب هذا الحق في عام 1940، وهو ما منحهم إحساسا محدودا بالحكم الذاتي.
الكونفوشيوسية ، وهي فلسفة صينية مؤثرة، شجعت على استيعاب ودمج الأقليات في مجتمع الهان . وقد استخدمت جمهورية الصين الشعبية هذا كأساس لسياسة رونغه. وقد زعم الحزب الشيوعي الصيني لاحقًا أن الأقليات لن تكون قادرة على تحقيق التحول الاشتراكي والحداثة إلا من خلال إنشاء نظام اجتماعي في ظل الحزب الشيوعي الصيني. اتُّبِعَ نهجٌ بسيطٌ في البداية، تجسَّدَ في عام ١٩٥٧ على يد رئيس وزراء جمهورية الصين الشعبية، تشو إن لاي ، الذي صرَّح بأن "الاستيعاب لن يكون موضع ترحيب إذا تحقق بالقوة". إلا أن هذا النهج استُبدِلَ لاحقًا بالتطرف السياسي والاستيعاب القسري الذي فرضته الثورة الثقافية . على الرغم من التحول في الحكم في عام 1978، فإن أيديولوجية رونغه لا تزال حية.
كان السؤال حول ما إذا كان الهوي قومية (مينزو) هو الأساس للعديد من وثائق الحزب الشيوعي التي يعود تاريخها إلى أربعينيات القرن العشرين، والتي نُشرت للمرة الأولى علنًا في عام 1980 تحت عنوان "هوي هوي مينزو وينتي" (سؤال حول قومية الهوي هوي).

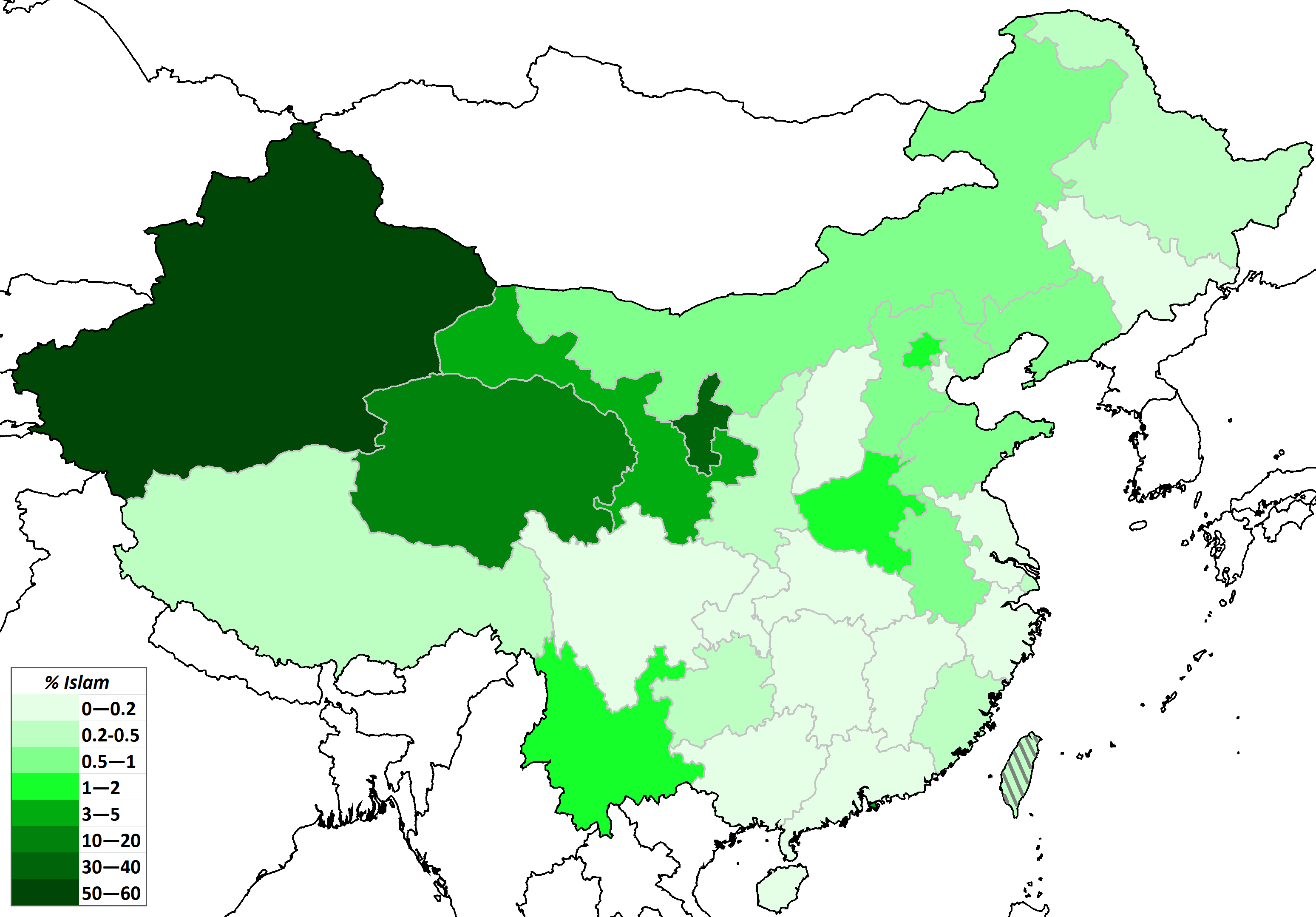
توزيع المسلمين في الصين عام 2010 حسب المقاطعة، وفقا لكتاب مين جون تشينغ "الوضع الحالي وخصائص الإسلام المعاصر في الصين" ، مجلة معهد الدراسات الإسلامية، العدد 8، 2010 (ص 29). بيانات من دراسة يانغ زونغدي حول السكان المسلمين الحاليين في الصين ، مجلة جينان الإسلامية، العدد 2، 2010.

بعد وفاة ماو في عام 1976، توصل الهوي والهان إلى التسامح المتبادل، حيث حاول الحزب الشيوعي الصيني تصحيح سياسات ماو غير المتسامحة تجاه الدين والتي أظهرها أثناء الثورة الثقافية  والتركيز بدلاً من ذلك على القبول والإصلاح،  والذي تم تحقيقه من خلال استعادة النهج المعتدل للسياسات العرقية التي اتخذها قبل عام 1957.
ونتيجة لذلك، يُسمح للهوي بممارسة الشريعة الإسلامية على نطاق محدود في جميع أنحاء الصين، وهم مسؤولون عن منطقة نينجيشا هوي ذاتية الحكم . على المستوى التشريعي، تم ترسيخ الحقوق السياسية. تنص المادة الرابعة من دستور جمهورية الصين الشعبية لعام 1982 على أن جميع القوميات لها الحق في الحفاظ على عاداتها وتقاليدها أو تغييرها وتطوير لغاتها الخاصة. كما تحمي الدولة الصينية الحرية الدينية للأقليات بموجب المادة 36 من دستور جمهورية الصين الشعبية.
وبالمقارنة بمكانة الجماعات الإسلامية الأخرى، فإن هذه النجاحات تعزى إلى "مهارة الهوي في التفاوض حول المناطق الرمادية في النظام السياسي الصيني والحركة القومية الشاملة". "  هذا منتشر في المنطقة ذاتية الحكم، شينجيانغ المخصصة لحكم هوي، إلى جانب محافظتين ذاتي الحكم، و9 مقاطعات ذاتية الحكم وعدد من البلدات ذاتية الحكم.
ورغم الضمانات القانونية، تواجه الأقليات المسلمة حملة قمع متزايدة على ممارساتها الدينية تحت ستار الحرب العالمية على الإرهاب ، حيث يُنظر إلى علاقاتها الدولية وارتباطاتها بالإسلام على أنها تهديد للقومية الصينية، كما يتضح من تصرفات الحزب الشيوعي الصيني في شينجيانغ فيما يتصل بحركة استقلال تركستان الشرقية . ويأتي ذلك ردا على عدد من الحوادث الإرهابية التي نفذها جهاديون أويغور محليون مرتبطون بحركة تركستان الشرقية الإسلامية. تم إعلان حركة تركستان الشرقية منظمة إرهابية من قبل الأمم المتحدة.
يقول المؤرخ جين جيتانغ 金吉堂، أن Huijiao minzu 回教民族 ("جنسية Huireligion") أو Huimin/zu ("شعب / جنسية Hui") هي عرقية مسلمة سينوفونية. وقد أصبحت هذه الحجة لصالح هوية إسلامية منفصلة باللغة الصينية شائعة بين النخب الهوي في السنوات الأخيرة من عمر الجمهورية. استخدم المنظرون الشيوعيون حجته لتبرير معاملتهم المبكرة للهوي باعتبارهم أقلية عرقية أو "أقلية قومية"، مما أدى إلى قيام الحزب الشيوعي الصيني بتحديد المسلمين الصينيين باعتبارهم مينزو مضطهدين تاريخيًا وليسوا جماعة دينية.

### حادثة شاديان
أدت حادثة شاديان في يونان عام 1975 إلى مقتل أكثر من 1600 شخص من الهوي.

### احتجاجات عام 1989
في مارس 1989، نُشر كتاب "العادات الجنسية" (Xingfengsu 性风俗) في شنغهاي؛ وفي مايو، اندلعت احتجاجات بقيادة الطلاب الهوي بسبب محتويات الكتاب. ادعى المتظاهرون أن الكتاب "يُسيء إلى الإسلام". حضر أكثر من 3000 مسلم في بكين ، وأكثر من 20 ألفًا في لانزو ، و100 ألف في شينينغ ، واحتجاجات أصغر في أورومتشي ، وشانغهاي ، ومنغوليا الداخلية ، وووهان ، ويونان خلال شهري أبريل ومايو. ردًا على ذلك، استجابت الدولة لمطالب المتظاهرين، وحظرت الكتاب تمامًا. وتشير التقارير إلى مصادرة 13 مليون نسخة. تم حرق 95.240 نسخة علناً في لانزو، وتم طرد محرري شنغهاي، وتم إغلاق دور النشر بعد فترة وجيزة من أجل "إعادة التنظيم".

#### زيارة الرئيس الإيراني عام 1989
وقد أثارت هذه الزيارة "المد الرابع" في الهوية الإسلامية في الصين. ويرجع ذلك إلى السياحة التي ترعاها الدولة وفرص الاستثمار الإسلامي الخاصة التي تم تشجيعها في أعقاب هذه الزيارة. رأت إيران ضرورة دعم المسلمين في المشرق وعلى إثر ذلك أقدمَت على زيارتها التي أحدثت صخبًا سياسيًّا.

## المساهمين المهمين

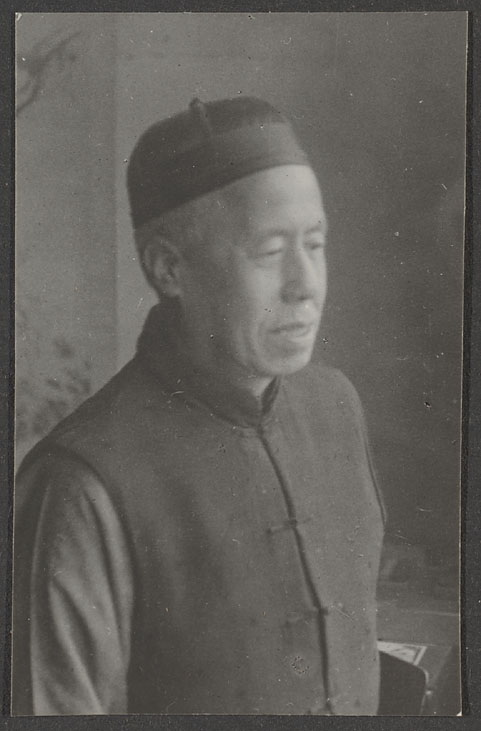
ياووب وانغ جينغزهاي

### ياووب وانغ جينغزهاي
كان يعقوب وانغ جينغزهاي [الإنجليزية] (1879-1949) من أوائل المنظرين والباحثين الدينيين، والمعروف أيضًا باسم أحد "الأخوند العظماء الأربعة". دعا وانغ جينجزهاي إلى توافق الهوية الإسلامية الشاملة مع القومية الهويية، والقومية الهويية مع القومية الصينية. وقد أثارت هذه المفاهيم اهتمامًا بين مجتمع الهوي، ولكنها تعرضت أيضًا للتهديد بسبب التعبئة اليابانية المتزايدة للهوي، والغزو اللاحق أثناء الحرب العالمية الثانية.
وقد فسر أحد مقالاته المنشورة في مقالة صينية إسلامية واسعة الانتشار بعنوان "يويهوا 月華" الحديث الشريف "حب الوطن ينبع من الإيمان"، وهو حديث خاص بالوطن، ولذلك ينبغي للهوي أن يدافعوا عن وطنهم (الصين) ويبنوه. وقد تم نشر هذا بالإضافة إلى مبررات كتابية مباشرة أخرى للقومية بين الجماهير المسلمة الصينية.

### شيويه وينبو
شيويه وينبو (1909-1984)، باستخدام إطار لينيني، بنى "وعيًا موحدًا للأمة الإسلامية". "  لقد زعم أن "الهويزو" هم البروليتاريا المضطهدة في العالم، وأن معظمهم يرغبون في الاتحاد تحت راية الإسلام. (هوي جياو).

### ما جيان
في عام 1950، نشر ما جيان مقالاً في صحيفة الشعب اليومية. "انتقد مقاله الإمبريالية في تبريره للحرية الدينية في الصين.

### ما شوقيان
إن الحماس القومي الذي جسده المثقفون الهوي في النصف الأول من القرن العشرين، أطلق عليه ما شوقيان مؤخرًا اسم "الصحوة الجديدة للهوي في نهاية القرن التاسع عشر وبداية القرن العشرين".

### الخطاب الإسلامي
تأثر العديد من الأئمة والطلاب الصينيين المتدينين بنصوص إسلامية مناهضة للإمبريالية من مؤلفين مثل محمد عبده (1849-1905) ومحب الدين الخطيب (1886-1969) والتي عززت هويتهم الوطنية الصينية بتبرير ديني. تلقى العديد من هؤلاء القوميين تعليمهم في ظل مدرسة جياوباي القديمة (教派) أو "مدرسة التدريس" الإسلامية، والتي استندت إلى النظرية السياسية الإمبراطورية في كتاب هان والتي تقول إن مصدر القوة والشرعية للكيان السياسي يأتي من حاكم شخصي يجسد ولاية السماء. ومع ذلك، كانت ترجمة الأعمال انتقائية للغاية، وكانت المثل العليا متوافقة عادة مع القومية الصينية ومفيدة في مواجهة العدوان الإمبريالي والحداثة الأصلية.

## اليوم الحاضر
كان الحفاظ على هوية الهوي أمراً بالغ الأهمية خلال الدولة الناشئة لجمهورية الصين الشعبية. ويرى علماء مثل كلود ليفورت أن الطبيعة الأساسية للاستبداد والشمولية هي التركيز على القومية من أجل الحفاظ على السلطة، ووجود عدو موحد ضد تدخل القوى الأجنبية. وهكذا تم فرض الجنسية على الأقليات بدلاً من السعي للحصول عليها. إن السياسة النهائية التي تحكم هوي تعمل على تعزيز الاستيعاب والحكم الذاتي، وهي "مفارقة لا تزال تؤرق سياسة القومية في الصين". ومع ذلك، فإن الكثير من هوية هوي غير واضحة بسبب خليط من ممارساتهم الثقافية الفريدة، إلى جانب اندماجهم الكامل تقريبًا في مجتمع الهان. يعتقد بعض العلماء أن الهوي سوف يثورون في نهاية المطاف، ويحاولون الانفصال بالقوة عن الدولة الصينية، في حين يعتقد آخرون أنهم مندمجون للغاية في ثقافة الهان المهيمنة، وهو ما يعرف باسم التصيين.
وفي السنوات الأخيرة، وقعت اشتباكات متقطعة بين هوي وهان. وفي عام 2004، وردت أنباء عن مقتل العشرات خلال أعمال عنف عرقية في مقاطعة هينان، وفي عام 2012، أصيب العشرات من الأشخاص على يد الشرطة خلال الاحتجاجات على هدم مسجد في نينغشيا والذي أعلنته الحكومة غير قانوني.

### الأنشطة التي ترعاها الدولة
إن الجمعية الإسلامية الصينية ، ومعهد القوميات، ولجنة القوميات الحكومية هي هيئات تساعد في تعزيز حوكمة الهوي، ويعزى ذلك إلى جهود القومية الهويية الشاملة. ورغم أن الجمعية الإسلامية الصينية تمثل محاولة بارزة لتوحيد المسلمين الصينيين، إلا أنها في السنوات الأخيرة أصبحت عاجزة عن إدامة الانقسامات الطائفية بين المسلمين الصينيين. اتُهمت الجمعية بدعم أيديولوجيات الدولة، من خلال نشر الوطنية والتركيز على المركزية الهويّة.
يستطيع شعب الهوي أيضًا الاشتراك في الدوريات التي ترعاها الدولة؛ مثل مجلة مسلمي الصين (Zhongguo Musilin) ومجلة العالم الإسلامي (Musilin shijie)،  والتي تساعد في تعزيز الحفاظ على هوية الهوي ووحدتها في جميع أنحاء الصين.

## طالع أيضًا
- القومية الصينية
- الإسلام في الصين
- الإسلاموية
- مركزية الصين
- طنغستان